# 測字
測字又稱為拆字、破字、相字，是中国占卜的一种表现形式。测字始於周、秦，盛於唐、宋，透過拆解組合文字解釋心境的方術。
宋代謝石以善於測字而聞名於時。《謝石測字真傳》載：「測字占斷吉凶，當以全體字形之意義為上，拆開湊合次之。」。李淳風、袁天罡、周亮工、張乘槎、程省、邵康節都是測字的名家。